# Stuhlmanns honingzuiger
De Stuhlmanns honingzuiger (Cinnyris stuhlmanni; synoniem: Nectarinia stuhlmanni) is een zangvogel uit de familie Nectariniidae (honingzuigers).

## Verspreiding en leefgebied
Deze soort telt 4 ondersoorten:
- C. s. stuhlmanni: Rwenzori-gebergte (noordoostelijk Congo-Brazzaville en westelijk Oeganda).
- C. s. graueri: zuidwestelijk Oeganda, noordwestelijk Rwanda en aangrenzend oostelijk Congo-Kinshasa.
- C. s. chapini: oostelijk Congo-Kinshasa.
- C. s. schubotzi: zuidwestelijk Rwanda en westelijk Burundi.